# Bergbautechnologe
Der Bergbautechnologe ist ein deutscher, staatlich anerkannter Ausbildungsberuf nach Berufsbildungsgesetz.

## Ausbildungsdauer
Die Ausbildungszeit zum Bergbautechnologen beträgt in der Regel drei Jahre. Die Ausbildung erfolgt an den Lernorten Betrieb und Berufsschule.

## Ausbildungsvergütung
Die Ausbildungsvergütung unterscheidet sich in Deutschland stellenweise deutlich in den einzelnen Bundesländern. Zusätzlich ist entscheidend, ob es sich bei dem Ausbildungsbetrieb um einen tarifgebundenen Betrieb handelt oder nicht. Die Durchschnittliche Ausbildungsvergütung für den Beruf Bergbautechnologe beträgt in Deutschland 728 € im ersten, 819 € im zweiten und 907 € im dritten Ausbildungsjahr.

## Historie
Der Beruf ersetzt zum 1. August 2009 den Ausbildungsberuf Bergmechaniker vom 19. Dezember 1989 (BGBl. I. S 2502). Durch den technologischen Wandel wurden die bisher vermittelten umfassenden Grundlagen der Metallbearbeitung nicht mehr benötigt. Die Ausbildungsdauer konnte daher von bislang 3,5 Jahren auf drei Jahre reduziert werden. Durch die neue Berufsbezeichnung (vom '-mechaniker' zum '-technologen') sollte dieser Veränderung auch nach außen hin Rechnung getragen werden.

## Struktur des Berufes
Der Ausbildungsberuf verfügt über die beiden Fachrichtungen Tiefbautechnik sowie Tiefbohrtechnik. In der Fachrichtung Tiefbautechnik sind die aktualisierten Inhalte des Ausbildungsberufs Bergmechanikers aufgegangen. Mittels der Fachrichtung Tiefbohrtechnik können neue Branchen nunmehr selbst ausbilden: So hatten etwa Unternehmen, die  Erdwärmeanlagen verbauen, bislang keinen passgenauen Ausbildungsberuf.

## Arbeitsgebiete
Bergbautechnologen in der Fachrichtung Tiefbautechnik führen bergtechnische Arbeiten im Unter- und Übertagebetrieb des Bergbaus aus. Ihre Arbeitsplätze finden sich z. B. im Kali- und Steinsalzbergbau, im Erzbergbau oder auch im Steinkohlenbergbau.
Bergbautechnologen in der Fachrichtung Tiefbohrtechnik arbeiten z. B. in Betrieben der Tiefbohrtechnik – vorzugsweise über Tage.

## Berufliche Fähigkeiten
Bergbautechnologen in der Fachrichtung Tiefbautechnik
- nehmen Maschinen, Systeme und Anlagen der Bergbautechnik in Betrieb, bedienen und warten sie
- montieren und demontieren Maschinen, Systeme und Anlagen der Bergbautechnik
- bearbeiten Werkstoffe und wenden Steuerungstechnik an
- beurteilen Grubengebäude und analysieren geologische Gegebenheiten
- fahren Grubenbaue auf, unterhalten, verwahren und sichern diese
- ermitteln bewetterungs- und klimatechnische Gegebenheiten und Anforderungen und leiten entsprechende Maßnahmen ein
- führen logistische Prozesse der Transport- und Fördertechnik durch
- wirken bei der Lagerstättenerschließung mit
- wenden Vortriebs- und Gewinnungsverfahren an
- bringen Versatz und Deponiematerial ein
- nehmen Fahrungssysteme in- und außerbetrieb und nutzen diese
- beachten die Vorschriften des Arbeits-, Gesundheits- und Umweltschutzes
- arbeiten qualitäts-, team- und prozessorientiert

Bergbautechnologen und Bergbautechnologinnen in der Fachrichtung Tiefbohrtechnik
- nehmen Maschinen, Systeme und Anlagen der Bergbautechnik in Betrieb, bedienen und warten sie
- montieren und demontieren Maschinen, Systeme und Anlagen der Bergbautechnik
- bearbeiten Werkstoffe und wenden Steuerungstechnik an
- analysieren geologische Gegebenheiten
- wirken bei der Anpassung und Dimensionierung des bergmännisch hergestellten Hohlraumes mit
- stellen Bohrlöcher her und kontrollieren diese
- wirken bei der Bohrlochmessung und Zementierung mit
- bearbeiten Bohrspülungen und setzen sie ein
- überwachen die Prozessabläufe der Bohrtechnik und der Rohstoffgewinnung
- führen logistische Prozesse der Transport- und Fördertechnik durch
- beachten die Vorschriften des Arbeits-, Gesundheits- und Umweltschutzes
- arbeiten qualitäts-, team- und prozessorientiert

## Berufsschulen
Die Auszubildenden besuchen z. B. die Berufsbildende Schule im Landkreis Ohrekreis in Haldensleben oder das Staatliche Berufsschulzentrum in Sondershausen in Thüringen.
Für die Auszubildenden gilt der schulische Rahmenlehrplan für Bergbautechnologen.

## Beschäftigung von Frauen
Bislang durften Frauen im Bergbau unter Tage im Regelfall nicht beschäftigt werden. Ausnahmen gab es z. B. falls eine berufspraktische Ausbildung abzuleisten war. Mit dem dritten Mittelstandsentlastungsgesetz vom 17. März 2009 wurde in Artikel 16a das Bundesberggesetz geändert. Durch den Wegfall von § 64a Bundesberggesetz können nun auch Frauen diese Ausbildung erlernen und anschließend im Bergbau unter Tage beschäftigt werden.
Vereinzelt haben Frauen auch schon die Ausbildung begonnen (Stand 2020).

## Abschlussprüfung
Die berufliche Handlungskompetenz wird in diesem Beruf durch eine  Gestreckte Abschlussprüfung nachgewiesen. 

Die Abschlussprüfung in der Fachrichtung Tiefbautechnik besteht aus insgesamt fünf Prüfungsbereichen: 

1. Prüfungsbereich „Montagetechnik“
2. Prüfungsbereich „Lagerstätte“
3. Prüfungsbereich „Bergbaulogistik“
4. Prüfungsbereich „Bergbautechnik“
5. Prüfungsbereich „Wirtschafts- und Sozialkunde“

Die Abschlussprüfung in der Fachrichtung Tiefbohrtechnik besteht aus ebenfalls fünf Prüfungsbereichen: 

1. Prüfungsbereich „Montagetechnik“
2. Prüfungsbereich „Lagerstätte“
3. Prüfungsbereich „Bergbaulogistik“
4. Prüfungsbereich „Bohrtechnik“
5. Prüfungsbereich „Wirtschafts- und Sozialkunde“

Der Teil 1 der Abschlussprüfung mit den Prüfungsbereichen „Montagetechnik“ und „Lagerstätte“ sowie der Prüfungsbereich „Wirtschafts- und Sozialkunde“ aus Teil 2 ist in beiden Fachrichtungen identisch. Im Prüfungsbereich „Bergbaulogistik“ müssen je nach Fachrichtung jedoch unterschiedliche Kompetenzen nachgewiesen werden. Teil 1 der Abschlussprüfung wird mit 30 % am Gesamtergebnis, Teil 2 mit 70 % gewichtet.

### Prüfungsbereich „Montagetechnik“
Der Auszubildende soll in diesem Prüfungsbereich nachweisen, dass er 

a) technische Unterlagen anwenden,
b) Arbeitsabläufe planen und abstimmen,
c) Betriebsmittel und Werkzeuge auswählen und einsetzen,
d) Montageaufträge unter Beachtung von Arbeits-, Gesundheits- und Umweltschutz ausführen,
e) montierte Baugruppen auf Funktionsfähigkeit überprüfen,
f) Prüfverfahren anwenden,
g) Ergebnisse dokumentieren sowie 

h) Kommunikationsformen und -regeln anwenden kann. 

Zum Nachweis dieser Kompetenzen muss er bis zu zwei Arbeitsproben durchführen, mit dem Prüfungsausschuss ein situatives Fachgespräch führen und schriftliche Aufgaben bearbeiten. Hierfür hat er insgesamt vier Stunden Zeit, davon für die Arbeitsproben bis zu drei Stunden einschließlich eines situativen Fachgesprächs von höchstens zehn Minuten. Für die schriftlichen Aufgaben stehen 60 Minuten Zeit zur Verfügung.

### Prüfungsbereich „Lagerstätte“
Der Auszubildende soll in diesem Prüfungsbereich nachweisen, dass er 

a) geologische und gebirgsmechanische Gegebenheiten beschreiben,
b) Verfahren zur Lagerstättenerschließung unterscheiden,
c) Betriebsmittel zur Hohlraumerstellung auswählen und deren Auswahl begründen,
d) Unterlagen für die Infrastruktur auswerten sowie 

e) Massen-, Druck-, Flächen- und Volumenberechnungen durchführen kann. 

Der Auszubildende muss in 120 Minuten eine ganzheitliche Aufgabe schriftlich bearbeiten und die Ergebnisse in praxisüblicher Form dokumentieren.

### Prüfungsbereich „Bergbaulogistik“ (Fachrichtung Tiefbautechnik)
Der Auszubildende soll in diesem Prüfungsbereich nachweisen, dass er 

a) bergbaulogistische Aufträge planen und durchführen,
b) technische und organisatorische Schnittstellen festlegen,
c) technische Unterlagen anwenden,
d) Transport- und Fördermittel auswählen und einsetzen,
e) Fahrung unter Berücksichtigung der Arbeitssicherheit gestalten und durchführen und
f) bei bergbaulogistischen Prozessen Gefährdungen analysieren, dokumentieren und Maßnahmen zur Arbeitssicherheit und zum Umwelt- und Gesundheitsschutz ergreifen kann.

Der Auszubildende führt in insgesamt vier Stunden hierzu eine Arbeitsprobe durch, führt ein situatives Fachgespräch von höchstens zehn Minuten und bearbeitet in 60 Minuten schriftliche Aufgaben.

### Prüfungsbereich „Bergbautechnik“ (Fachrichtung Tiefbautechnik)
Der Auszubildende soll in diesem Prüfungsbereich nachweisen, dass er 

a) Arbeitsabläufe planen und abstimmen,
b) technische und organisatorische Schnittstellen festlegen,
c) technische Unterlagen anwenden,
d) Grubenbaue unter Berücksichtigung sicherheitlicher Anforderungen herstellen, unterhalten und verwahren,
e) Rohstoffe gewinnen,
f) Grubenbaue bewettern und klimatisieren sowie
g) Arbeitsergebnisse kontrollieren und bewerten kann.

Der Auszubildende führt in insgesamt 5,5 Stunden hierzu zwei Arbeitsproben durch, führt je ein situatives Fachgespräch von höchstens zehn Minuten und bearbeitet in 90 Minuten schriftliche Aufgaben.

### Prüfungsbereich „Bergbaulogistik“ (Fachrichtung Tiefbohrtechnik)
Der Auszubildende soll in diesem Prüfungsbereich nachweisen, dass er 

a) Transportaufträge planen und durchführen,
b) technische und organisatorische Schnittstellen festlegen,
c) technische Unterlagen auswerten und anwenden,
d) die zu transportierenden Bauteile unterscheiden, deren technischen Zustand, Transportmaße und Gewichte bestimmen,
e) Anschlagmittel auswählen sowie
f) bei logistischen Prozessen Gefährdungen analysieren, dokumentieren und Maßnahmen zur
Arbeitssicherheit und zum Gesundheitsschutz ergreifen kann.

Der Auszubildende führt in insgesamt vier Stunden hierzu eine Arbeitsprobe durch, führt ein situatives Fachgespräch von höchstens zehn Minuten und bearbeitet in 60 Minuten schriftliche Aufgaben.

### Prüfungsbereich „Bergbautechnik“ (Fachrichtung Tiefbohrtechnik)
Der Auszubildende soll in diesem Prüfungsbereich nachweisen, dass er 

a) bohrtechnische Prozesse analysieren, bewerten und unter Berücksichtigung geologischer, technischer, wirtschaftlicher, rechtlicher und ökologischer Bedingungen durchführen,
b) bohrtechnische Prozesse dokumentieren,
c) Störungen im Bohrprozess analysieren und Maßnahmen zur Störungsbeseitigung einleiten kann.

Der Auszubildende führt in insgesamt 16 Stunden einen betrieblichen Auftrag durch, dokumentiert diesen mit praxisbezogenen Unterlagen und führt mit dem Prüfungsausschuss ein auftragsbezogenes Fachgespräch von höchstens 30 Minuten Dauer.

### Prüfungsbereich „Wirtschafts- und Sozialkunde“
Der Auszubildende soll in diesem Prüfungsbereich in 60 Minuten nachweisen, dass er allgemeine wirtschaftliche und gesellschaftliche Zusammenhänge der Berufs- und Arbeitswelt darstellen und beurteilen kann.

### Gewichtung der Prüfungsbereiche
Die Prüfungsbereiche werden wie folgt gewichtet: 

| Montagetechnik                  | 10 Prozent |
| Lagerstätte                     | 20 Prozent |
| Bergbaulogistik                 | 20 Prozent |
| Bergbautechnik bzw. Bohrtechnik | 40 Prozent |
| Wirtschafts- und Sozialkunde    | 10 Prozent |

### Bestehensregelung
Der Auszubildende hat seine Abschlussprüfung bestanden, wenn die Leistungen
1. im Gesamtergebnis von Teil 1 und 2 der Abschlussprüfung mit mindestens „ausreichend“,
2. im Ergebnis von Teil 2 der Abschlussprüfung mit mindestens „ausreichend“,
3. in mindestens zwei Prüfungsbereichen von Teil 2 der Abschlussprüfung mit mindestens „ausreichend“ und
4. in keinem Prüfungsbereich von Teil 2 der Abschlussprüfung mit „ungenügend“

bewertet worden sind.
Eine mündliche Ergänzungsprüfung von etwa 15 Minuten Dauer ist im Prüfungsbereich „Wirtschafts- und Sozialkunde“ möglich, wenn damit die Abschlussprüfung bestanden werden kann. Voraussetzung ist, dass diese Prüfungsbereiche mit schlechter als „ausreichend“ bewertet wurden. Eine mündliche Ergänzungsprüfung zur Verbesserung der Note ist nicht möglich.